# Cal Juncosa (la Vilella Baixa)
Cal Juncosa és una construcció de la Vilella Baixa (Priorat) inclosa a l'Inventari del Patrimoni Arquitectònic de Catalunya.

## Descripció
Construcció de planta baixa, pis i terrat. Actualment està cobert amb plaques d'uralita. L'edificació és d'obra i arrebossada, amb decoració a la façana sobre la qual s'obren dues portes i una finestra a la planta baixa i dos balcons al pis, construint un sol balcó corregut. Hi ha un ràfec sostingut per permòdols.
L'originalitat de la construcció radica en la decoració de la façana, constituint el conjunt un element tipològicament ben diferenciat a la població. Aquesta és formada per uns esgrafiats amb motius florals de color blanc sobre el fons groc de l'arrebossat.

## Història
La construcció se situa en moments d'esplendor de la família Juncosa a principis de segle i representa un intent renovador dins l'arquitectura popular, prenent com a model altres edificis de ciutat.